# Juan Vicente Lecuna

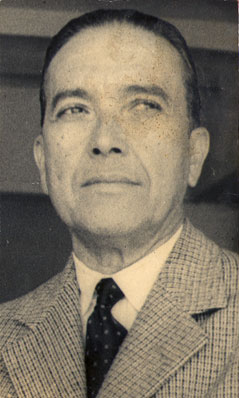
Juan Vicente Lecuna (1942)

Juan Vicente Lecuna (* 20. November 1899 in Valencia, Venezuela; † 16. April 1954 in Rom) war ein venezolanischer Diplomat und Komponist.
Nach Studien in Caracas, New York und Baltimore trat er in den diplomatischen Dienst und war zuletzt Vertreter seines Heimatlandes beim Vatikanstaat.
Seinem kompositorischen Schaffen nach gehört er zu den Spätromantikern, er schuf zwei „sinfonische venezolanische Tänze“, ein Klavierkonzert, ein Streichquartett, eine Violinsonate und verschiedene Werke für Klavier, außerdem weltliche und 
geistliche Vokalmusik.